# アカウオラ・マヌ
アカウオラ・マヌ（Akouola Manu、2001年10月27日 - ）は、ラグビーユニオン選手。ジャパンラグビーリーグワンの三重ホンダヒートに所属している。

## 略歴
ニュージーランドのロトルアボーイズハイスクール（Rotorua Boys' High School）卒業。
2020年、花園大学に入る。
2023年、花園大学ラグビー部の副将に就任。
2024年、花園近鉄ライナーズに加入。2025年5月、退団。
2025年7月、三重ホンダヒートに加入した。